# John Rambo (Leichtathlet)
John Barnett Rambo (* 9. August 1943 in Atlanta, Texas; † 8. Januar 2022 in Paramount, Kalifornien) war ein US-amerikanischer Leichtathlet.

## Leben
John Rambo wuchs auf einer Farm in Texas auf und zog im Alter von 8 Jahren mit seiner Familie nach Long Beach. Dort besuchte er die Long Beach Polytechnic High School, das Long Beach City College und später die California State University.  Durch ein Stipendium studierte Rambo kurzzeitig an der Utah State University, kehrte jedoch nach Long Beach zurück. 1964 schloss er sein Studium in Geschichte an der California State University ab.
Während seiner Zeit an den Schulen und der Universität war Rambo Basketballspieler und wurde beim NBA-Draft 1965 in der sechsten Runde von den St. Louis Hawks gedraftet. Doch zu einer Profikarriere als Basketballspieler sollte es nicht kommen, stattdessen konzentrierte er sich auf die Leichtathletik. Bei den Olympischen Sommerspielen 1964 in Tokio gewann Rambo mit einer Höhe von 2,16 Metern die Bronzemedaille im Hochsprung-Wettkampf. Drei Jahre später stellte er mit 2,21 Metern seine persönliche Bestleistung auf.
Nach seiner Karriere engagierte sich Rambo in der Jugendarbeit.
Rambo war geschieden und hatte vier Kinder. Nachdem er mehrere Jahre an Krebs litt und sein linkes Bein amputiert werden musste, starb Rambo am 8. Januar 2022 im Alter von 78 Jahren.